# Constantin Blaha
Constantin Blaha (Vienna, 1º dicembre 1987) è un tuffatore austriaco.

## Carriera
Ha rappresentato la nazionale austriaca ai Giochi olimpici di Pechino 2008 gareggiando nel concorso dal trampolino 3 metri, concludendo al ventiduesimo posto in classifica. È stato vincitore della medaglia di bronzo dal trampolino 1 m durante i campionati europei di Londra 2016.

## Palmarès
- Europei di nuoto/tuffi

Londra 2016: bronzo nel trampolino 1 m.